# Friedrich Gösling

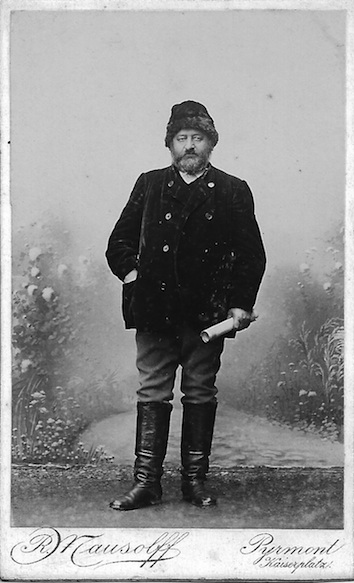
Porträt Fritz Göslings um 1890

Friedrich Gösling oder Fritz Gösling (* 24. Juni 1837 in Holzhausen bei Pyrmont; † 17. Juli 1899 in Pyrmont; vollständiger Name Friedrich Wilhelm Hermann Gösling) war ein deutscher Architekt und Unternehmer. Er beteiligte sich 1872 mit einem unkonventionellen Entwurf an dem Architekturwettbewerb für das neu zu errichtende Reichstagsgebäude in Berlin.

## Leben
Friedrich Gösling wurde als uneheliches Kind von Friedrich Gösling senior (* 31. Januar 1790 in Pyrmont; † 8. November 1859 in Pyrmont) und Sophie Elisabeth Suppies (* 7. Dezember 1813 in Holzhausen bei Pyrmont) geboren, jedoch bereits als Zweijähriger von seinem leiblichen Vater adoptiert und von Fürst Georg II. von Waldeck-Pyrmont für ehelich erklärt. Sophie Suppies heiratete 1845 Hermann Klenke aus Großenberg. Aus dieser Ehe gingen drei Kinder hervor. Ab 1852 besuchte Gösling die Realklasse des Gymnasiums in Lemgo, und von 1855 bis 1860 das Polytechnikum Hannover, an dem er Bauwesen studierte. Während seines Studiums wurde er maßgeblich von seinem Lehrer Conrad Wilhelm Hase gefördert und beeinflusst und blieb ihm auch über seine Studienzeit hinaus freundschaftlich verbunden. Zudem unternahm Gösling als Student einige Reisen durch Deutschland und fertigte architektonische Skizzen an. Hierbei lernte er seine spätere Frau kennen, Wilhelmine Karoline Christiane Böttcher. Die beiden heirateten am 14. Februar 1864 und hatten sieben Kinder, von denen jedoch drei früh verstarben. Im Anschluss an sein Studium diente Friedrich Gösling von 1860 bis 1861 als Einjährig-Freiwilliger beim Fürstlich Waldeckischen Füsilier-Bataillon. 
Zwischen 1861 und 1863 leitete Gösling in Hastenbeck bei Hameln einen Schlossbau.
Danach ließ sich Fritz Gösling als Baumeister und selbstständiger Architekt in Pyrmont nieder. Um 1863/1864 gründete er an der Schellenstraße eine Ziegelei, die mit ihrem modernen Ringofen zu den fortschrittlichsten Baustofflieferanten ihrer Zeit zählte. Ab 1874 führte Gösling ein Bauunternehmer-, Maurermeister- und Baumaterialgeschäft in Pyrmont und betätigte sich zudem in der Landwirtschaft. In den folgenden Jahren trat Gösling in Pyrmont und anderen Städten mit dem Bau mehrerer Privathäuser, gewerblicher und öffentlicher Bauten hervor. Bei der Umgestaltung der evangelisch-lutherischen St.-Petri-Kirche in Oesdorf durch Conrad Wilhelm Hase (1880/1881) war Gösling der verantwortliche Bauleiter.
Gösling engagierte sich ehrenamtlich u. a. im Pyrmonter Gemeinderat sowie als Schöffe und unterstützte seinen Schwager, den nationalliberalen Politiker Friedrich Boettcher, im Wahlkomitee.

### Architekturwettbewerb für den Bau des Reichstags
Die Auslobung des Wettbewerbs für den Bau des deutschen Reichstags in Berlin wurde am 18. Dezember 1871 veröffentlicht, die Einsendefrist endete am 15. April 1872. Die von Gösling eingesandten acht Entwurfsblätter wurden als Nr. 99 registriert. Seine Erläuterungsschrift wurde erst am 24. Mai 1872 nachgereicht und offensichtlich nicht mehr zugelassen.

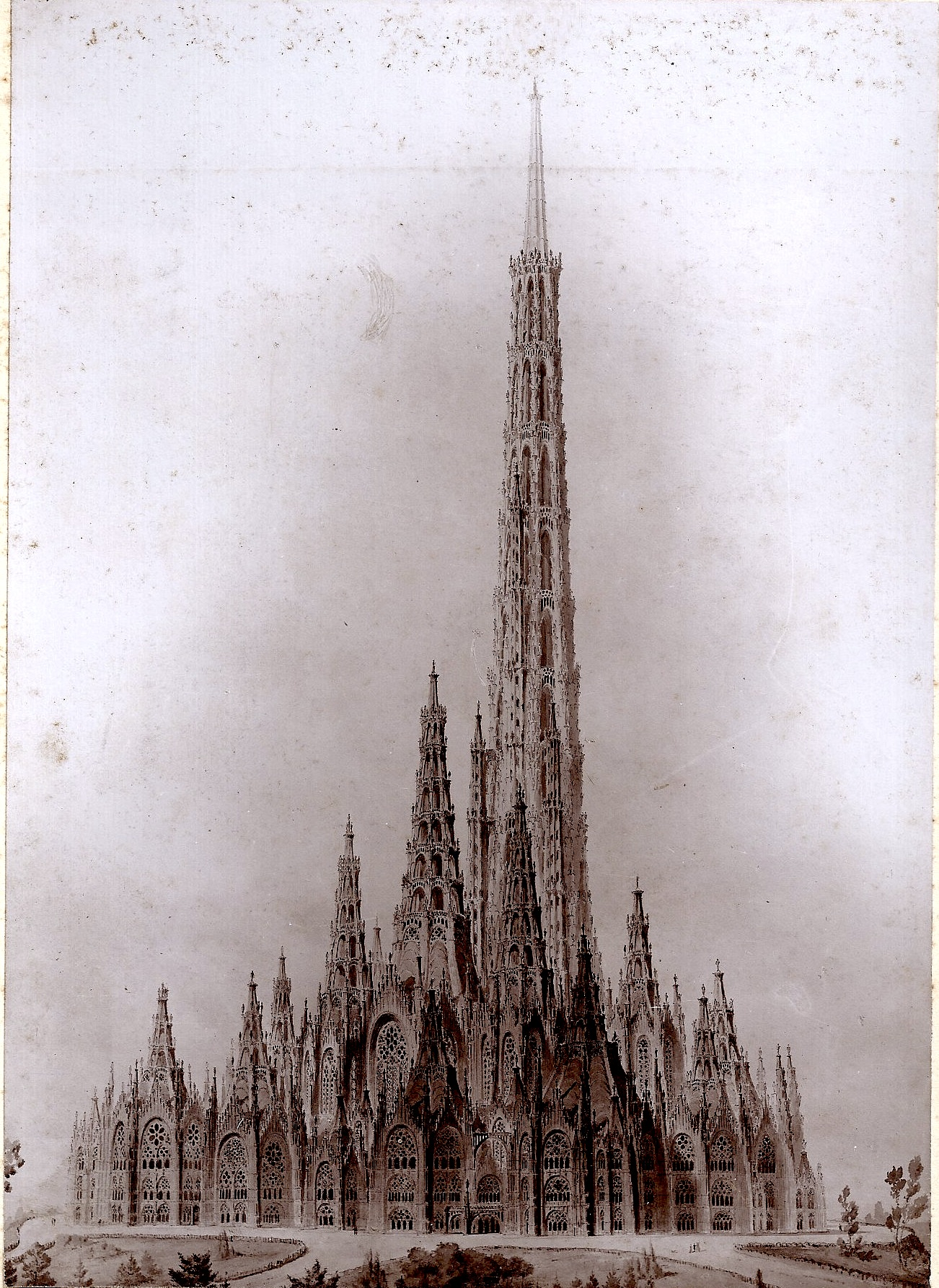
Entwurf „Deutscher Lebensbau“ für den deutschen Reichstag, 1895

In seinem Entwurf versuchte Gösling, seine Idee des „deutschen Lebensbaus“ zum Ausdruck zu bringen. Sein Ziel war es, in diesem Entwurf den „deutschen Staatsgedanken“ und die Beziehung des einzelnen Bürgers zur Gesamtheit der Nation darzustellen. Sein Stil zeichnet sich vor allem durch florale und botanische Elemente wie etwa Eichenblätter aus und ist am ehesten der Neogotik zuzuordnen. Mit seinen Entwürfen nahm Gösling durchaus Ideen Antoni Gaudís vorweg, die sich später – allerdings ohne von Göslings Arbeiten inspiriert zu sein – etwa in der Colònia Güell wiederfinden.
Allerdings konnte er sich nicht gegen den damals beliebteren Stil der Neorenaissance durchsetzen. Göslings Entwürfe wurden von seinen Zeitgenossen teilweise sogar verspottet und verhöhnt. Der 1. Preis des Wettbewerbs ging an Ludwig Bohnstedt, dessen Entwurf jedoch aus organisatorischen Gründen nicht ausgeführt werden konnte. Letztlich bekam der Architekt Paul Wallot 1882 nach einem zweiten Wettbewerb, an dem sich Gösling jedoch nicht beteiligte, den Auftrag zum Bau des Gebäudes.
Die Wettbewerbszeichnungen Göslings sind als Blaupausen im Stadtarchiv Bad Pyrmont erhalten.

## Ausstellungen
- 11. Oktober 2012 bis 27. Januar 2013: Friedrich Gösling (1837–1899). Der Pyrmonter Baumeister, Architekt und Ziegeleibesitzer. Museum im Schloss in Bad Pyrmont